# Vjatjeslav Voronin
Vjateslav Nikolajevitj Voronin (russisk: Вячесла́в Никола́евич Воро́нин, født 5. april 1974 i Vladikavkas) er en russisk tidligere atletikudøver, der især gjorde sig bemærket i højdespring. Hans personlige rekord er på 2,40 m, sat i London i 2000, en højde kun tre andre springere på det tidspunkt havde overgået i historien. 
Blandt Voronins bedste konkurrenceresultater kan nævnes en guldmedalje ved VM i 1999 og sølvmedalje ved VM i 2001 samt guld ved indendørs-EM i 2000, sølv ved indendørs-EM i 1998 og ved indendørs-VM i 2000, alle medaljer i højdespring. Han deltog i tre olympiske lege. I 2000 i Sydney var han som forsvarende verdensmester blandt de største favoritter, og han klarede sig da også nemt til finalen. Men her nåede han kun 2,29 m, hvilket gav ham en tiendeplads. Ved legene fire år senere i Athen blev han nummer ni, og ved legene i 2008 i Beijing lykkedes det ham ikke at nå finalerunden og han sluttede på en delt 14. plads.
Han indstillede sin internationale karriere i 2009.